# 上海内山书店

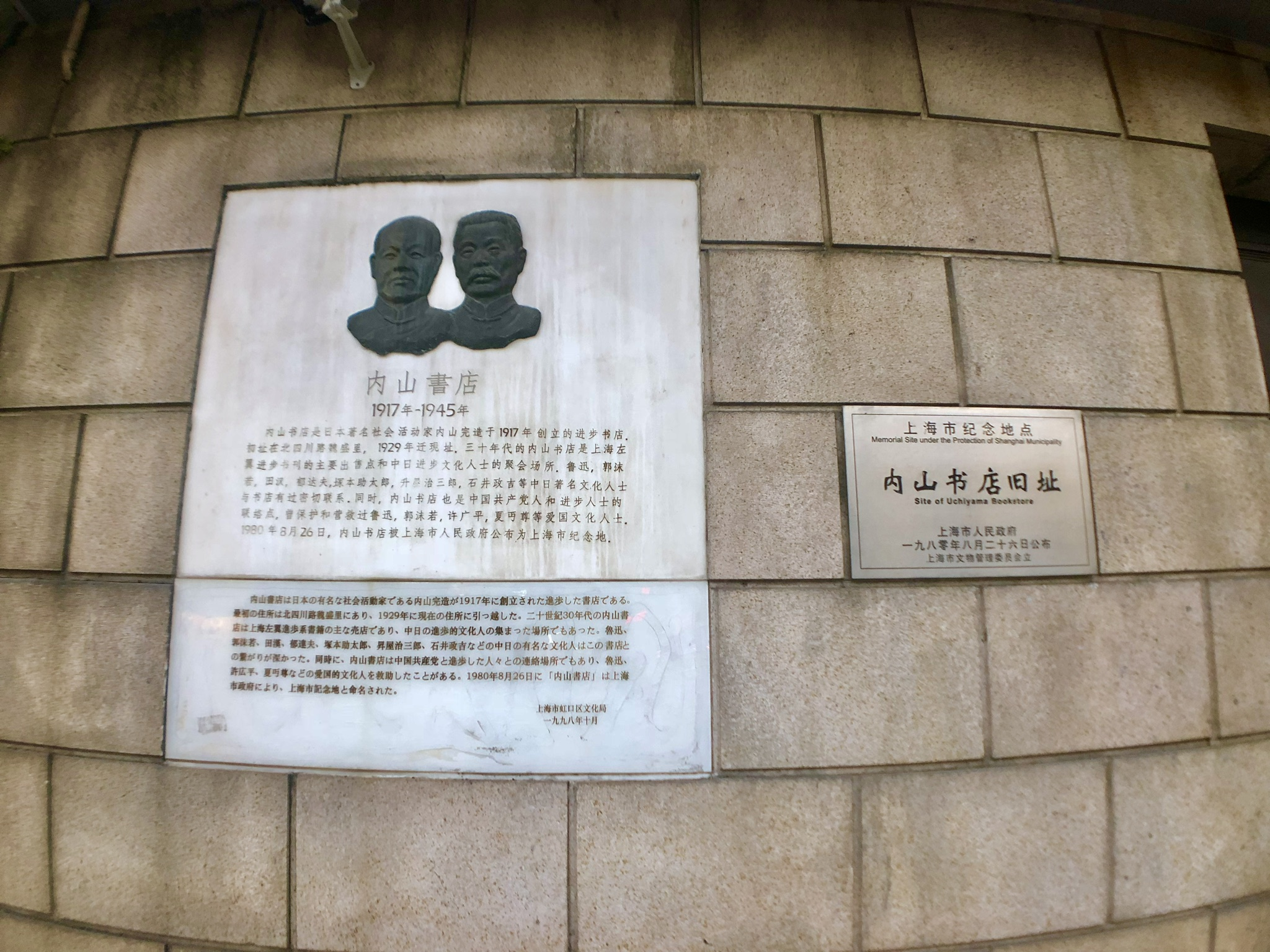
內山書店舊址銘牌

上海内山书店是中國上海市一家曾經存在的書店，由日侨内山完造于1917年在北四川路魏盛里创办，1929年后搬迁至施高塔路11号（现编为四川北路2048号）。该店最初主要经营包括《圣经》、《赞美诗》在内的基督教书籍，后扩展到普通中、日文书籍。作家鲁迅晚年定居于施高塔路后，该店成为其主要的活动地点。1945年9月23日，内山书店因作为敌产而被关闭。

## 历史

### 早期
内山完造于1917年在北四川路魏盛里（今四川北路1881弄）的石库门内，创办了以自己的姓氏命名的书店。当时店面共占用了两幢石库门。内山将其底层打通，利用天井和客堂作为店面。店内沿墙壁设置一人高的书架。中部除书架外，另有茶几与藤制沙发。这一时期，内山书店从出售以基督教书籍为主逐渐向出售文艺书籍过渡。内山书店也是中国大陆历史上最早引入“开架售书”模式的书店之一。
1927年，内山书店进入急速发展期。同年10月，鲁迅离粤来沪，住于北四川路底，从此成为内山书店的常客。自1928年到1935年，鲁迅累计去过内山书店500多次，购买过书籍1000多册。

### 后期
1929年，随着内山书店经营有方，书店购置了位于施高塔路11日本东亚兴业株式会社产业新建的坐北朝南的西式假三层房屋，并迁于此。在内山完造的努力下，书店成为上海最大的日文书店，在福州路亦开有分店。自从书店搬迁到施高塔路后，鲁迅基本上每天下午二三点到内山书店一次。此后，鲁迅往往将自己的书稿转交该店代转出版。
1930年3月19日至4月19日，鲁迅因参与中国自由大同盟而被通缉，曾于书店楼上避难月余。
1932年淞沪战争爆发。1月30日，鲁迅和周建人两家共十口人躲进内山书店三楼避难。2月6日，鲁迅和周建人一家以及仆人等十人又到英租界内的内山书店分店避难。1933年4月，内山完造更以书店职员名义替鲁迅租下大陆新村的住所。
1937年8月，淞沪会战开始后，内山完造暂时回国，待战事平息后返回。對日抗战期间，内山书店得到更大的发展，尤以1941年后，日军将位于南京路的中美图书公司作为敌产没收后转交给内山书店负责运营。在此期间，内山书店出版了《上海漫语》等书籍。
1945年8月12日，由于获悉盟军已向日本帝国政府提出无条件投降的要求。内山完造召集全店30余名职工提出分配书店资产的意见。9月23日，日本投降一个多月后，上海内山书店作为敌产关闭。10月，书店由王造时经营的前方书店接收。

## 现状

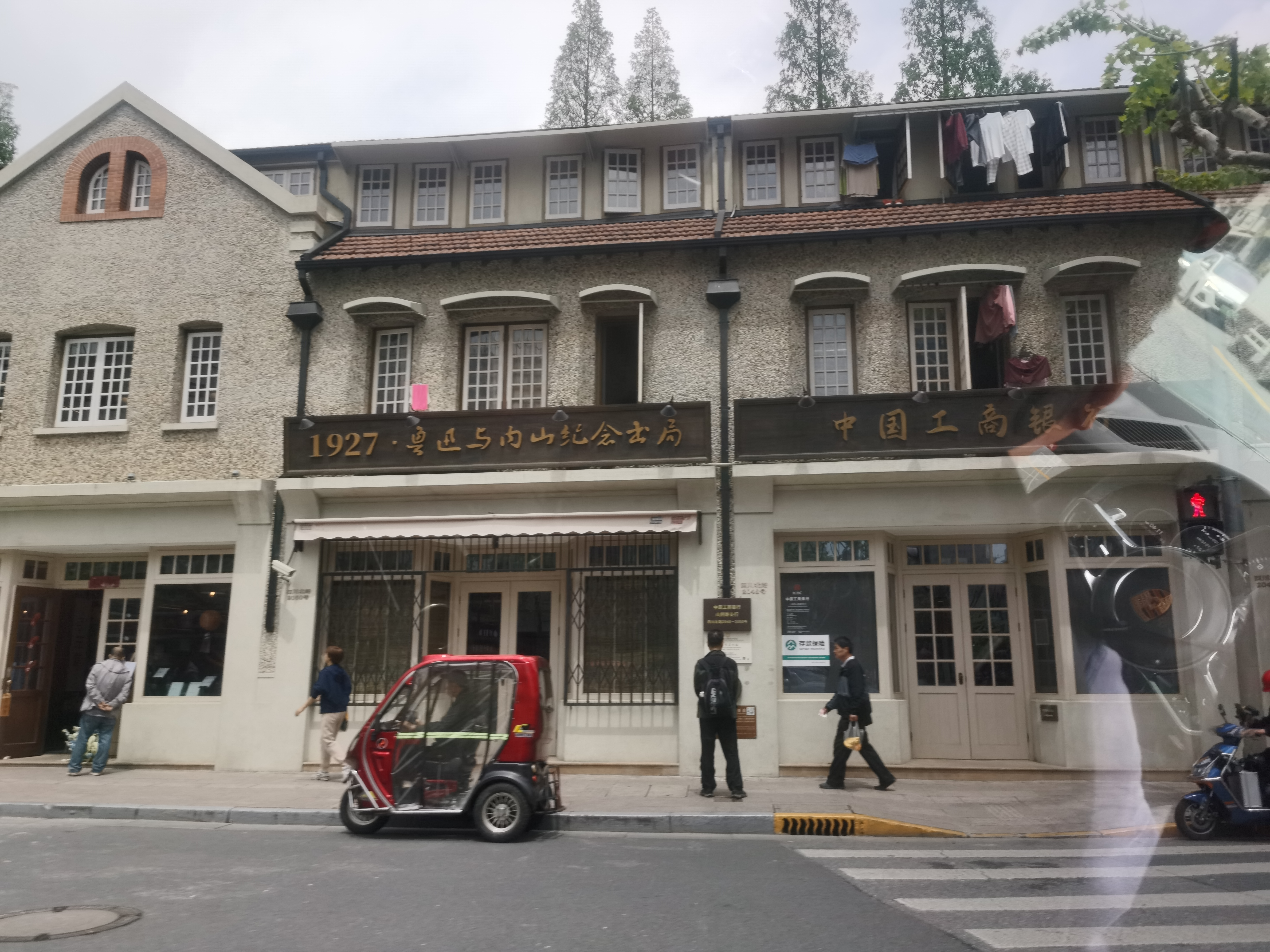
改造后的1927·鲁迅与内山纪念书局

由于上海内山书店与鲁迅的特殊关系，1980年8月26日，该店位于四川北路2048号的旧址被列为上海市文物保护单位。1981年9月，内山书店旧址安放白色大理石的纪念碑。而该址自书店关闭后，一度为私营公司所有。1949年以后为中国人民银行山阴路储蓄所，1984年改作中国工商银行山阴路支行；银行隔壁的另一间门店则成为新华书店。2021年9月25日，1927·鲁迅与内山纪念书局项目啟動建設，這一項目旨在将中国工商银行山阴路支行和一墙之隔的新华书店山阴路店整体贯通。2022年11月26日，1927·鲁迅与内山纪念书局建成揭幕。
2024年4月，1927·鲁迅与内山纪念书局被中国书店协会评为“年度最美书店”荣誉称号。

## 轶事
作家朱凡（笔名阿累）于1932年9月27日中午交班之前去内山书店购书时，恰逢鲁迅在店内。鲁迅把自己翻译的《毁灭》赠送给朱凡，朱凡只用一元钱就购得曹靖华的《铁流》译本。1936年10月19日鲁迅病逝后，朱凡在黎烈文主编的《中流》半月刊第一卷第5期“哀悼鲁迅先生专号”上发表《一面》一文，记录上述的感人情节。1936年10月，该文收入到上海文化生活出版社出版的《鲁迅纪念集》之中，中华人民共和国成立后又收入中学课文内。